# Street Hop
Ne doit pas être confondu avec Street Hoop ou Street Hoops.
Albums de Royce da 5'9"
Independent's Day
(2005) Hell: The Sequel
(2011)
Singles
1. Shake This
Sortie : 17 mars 2009
2. Part of Me
Sortie : 17 mars 2009
3. New Money
Sortie : 29 septembre 2009

Street Hop est le quatrième album studio de Royce da 5'9", sorti le 20 octobre 2009.
L'album s'est classé 2e au Top Heatseekers, 13e au Top Independent Albums et 29e au Top R&B/Hip-Hop Albums.

## Liste des titres
| No  | Titre                                                         | Contient un (des) sample(s) de                                             | Durée |
| --- | ------------------------------------------------------------- | -------------------------------------------------------------------------- | ----- |
| 1.  | Gun Harmonizing (featuring Crooked I)                         |                                                                            | 4:15  |
| 2.  | Count for Nothing                                             | "Ten crack commandments" de Notorious B.I.G                                | 3:31  |
| 3.  | Soldier (featuring Kid Vishis et Iyana Dean)                  |                                                                            | 3:43  |
| 4.  | Something 2 Ride 2 (featuring Phonte)                         | Right Here Is Where I Want to Be d'Archie Bell & the Drells                | 3:49  |
| 5.  | Dinner Time (featuring Busta Rhymes)                          | Round the Clock de Mike Vickers                                            | 3:08  |
| 6.  | Far Away                                                      |                                                                            | 2:54  |
| 7.  | The Warriors (featuring Slaughterhouse et Melanie Rutherford) | Cristo Redentor de Donald Byrd                                             | 5:05  |
| 8.  | ...A Brief Intermission (skit)                                |                                                                            | 0:37  |
| 9.  | New Money                                                     | First Light of the Morning de Dexter Wansel The New Style des Beastie Boys | 3:05  |
| 10. | Shake This                                                    | The Smile de David Axelrod                                                 | 4:21  |
| 11. | Gangsta (featuring Trick-Trick)                               |                                                                            | 3:55  |
| 12. | Mine in Thiz (featuring Mr. Porter)                           |                                                                            | 3:15  |
| 13. | Street Hop 2010                                               |                                                                            | 2:47  |
| 14. | Thing for Your Girlfriend (featuring K-Young)                 |                                                                            | 4:26  |
| 15. | On the Run                                                    |                                                                            | 4:25  |
| 16. | Murder                                                        | A Good Love de The 5th Dimension                                           | 4:38  |
| 17. | Bad Boy (featuring Jungle Rock Jr.)                           |                                                                            | 4:05  |
| 18. | Part of Me                                                    |                                                                            | 4:21  |
| 19. | Hood Love (featuring Bun B et Joell Ortiz)                    | J'ai caché ton mouchoir d'Yves Duteil                                      | 3:50  |

| 20. | I'm Fresh (featuring Mr. Porter)   | 2:53 |
| 21. | It's All About (featuring Grafh)   | 2:41 |
| 22. | My Own Planet (featuring Big Sean) | 4:02 |